# Apt, Vaucluse
För andra betydelser, se Apt (olika betydelser).
Apt är en kommun i departementet Vaucluse i regionen Provence-Alpes-Côte d'Azur i sydöstra Frankrike. Kommunen ligger i kantonen Apt som tillhör arrondissementet Apt. År 2022 hade Apt 10 297 invånare.

## Befolkningsutveckling
Antalet invånare i kommunen Apt
| Referens: INSEE |